# Mare (Lua)

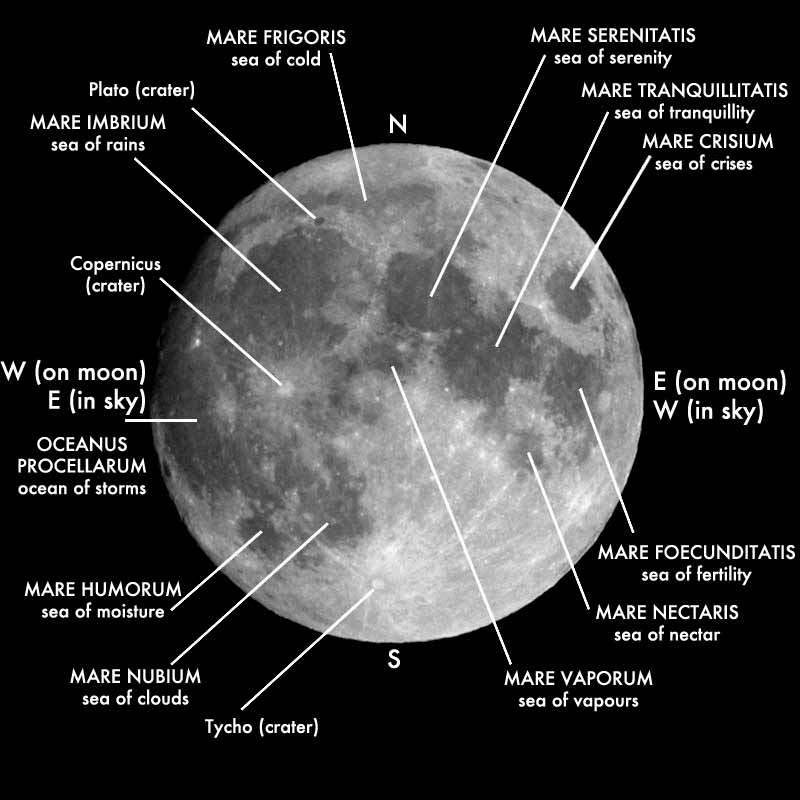
Os principais mares lunares assinalados na face visível da Lua.

Mare  é um termo latino (em português, 'mar'; plural maria: 'mares') utilizado em exogeologia para designar diversas configurações morfológicas presentes na superfície da Lua e em Titã, o maior satélite natural de Saturno.
Essas configurações foram chamadas maria pelo astrônomo Michael Florent van Langren que as confundiu com verdadeiros mares e  oceanos. O termo foi escolhido em razão da cor escura que distingue essas regiões, contrastando com as áreas do seu entorno. Trata-se na verdade de uma vasta planície basáltica, cuja origem está ligada a antigas erupções de material incandescente que se seguiram ao impacto de asteroides e meteoritos particularmente maciços sobre a superfície da Lua. O maior albedo das montanhas lunares (formadas por rochas mais antigas) deve-se à presença de  regolito, que reflete mais luz do que o basalto, formado pelo impacto de inúmeros micrometeoritos no curso du centenas de milhões de anos de história lunar. Esses impactos, devidos às altas temperatura e pressão, metamorfizam o anortosito (parte branca), criando basalto (rocha negra e motivo pelo qual a Lua tem manchas negras). Como a Lua não tem atmosfera, a erosão é mínima, e por esse motivo as crateras negras permanecem.

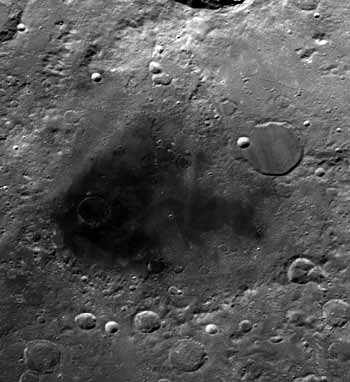
No centro, o Mare Humboldtianum

Os  mares lunares (em latim: maria lunarium; no singular, mare lunaris) cobrem cerca de 16% da superfície lunar, sendo que a maioria deles está na face visível da Lua. Os poucos existentes na face oculta são muito menores. A nomenclatura lunar (em latim)  proposta pela União Astronômica Internacional também prevê, além dos maria,  a presença de oceanos (oceanus (semelhantes aos maria, porém maiores) assim como lagos (lacus), pântanos (palus) e baías (sinus), sendo os três últimos muito menores que os mares, embora morfologicamente semelhantes.
Existem também algumas formações de albedo de Marte cujo nome inclui o termo mare: Mare Acidalium, Mare Australe, Mare Boreum, Mare Chronium, Mare Cimmerium, Mare Erythraeum, Mare Hadriacum, Mare Serpentis, Mare Sirenum, Mare Tyrrhenum.